# Xfce
Xfce([ɛks ɛf siː iː], 엑스에프시이)는 유닉스 및 유닉스 계열(GNU/리눅스, 솔라리스, BSD 등) 플랫폼을 위한 자유 소프트웨어 데스크톱 환경이다. 시각적으로 미려하고 사용하기 쉬우면서 빠르고 가볍게 하는 것이 목표이다. 개별 구성 요소가 통합되어 데스크톱 환경을 완전하게 제공하지만 사용자는 하위 구성 요소를 선택하여 자신이 선호하는 작업 환경을 만들 수도 있다.

## 기능
Xfce는 그놈 2.x과 같이 GTK+ 2 툴킷을 기반으로 하고 있다. Xfwm 창 관리자를 사용한다. Xfce 설정은 마우스를 전적으로 사용해 할 수 있다. 설정 파일들은 일반 사용자가 알아 보기 어렵게 숨겨져 있다.

## 역사
올리비어 포던(Olivier Fourdan)이 1996년에 이 프로젝트를 시작하였다. "Xfce"라는 이름은 원래 XForms Common Environment을 말하던 것이었지만, 더 이상 XFCE라고 쓰지 않고 Xfce라고 쓴다. 현재 Xfce 개발자들은 XFCE라는 두문자어는 특정한 무엇을 나타내지 않는다고 한다.

### 초기 버전
Xfce는 CDE의 자유 리눅스 복제품이 되도록 XForms로 만든 단순한 프로젝트였다. 간단한 도구 모음인 이 프로그램은 포던이 ibiblio(당시 SunSITE)에 공개했다.
포던은 이 프로젝트의 개발을 꾸준히 해 나가다가, 1998년에 Xfce의 창 관리자 Xfwm의 첫 버전을 포함하는 Xfce 2.x를 공개하였다. 그는 이 프로젝트를 레드햇 리눅스에 추가할 것을 요청하였지만 프로젝트가 XForms 기반이라는 까닭으로 거절 당하였다. 레드헷은 자유, 오픈 소스인 소프트웨어만 받아들였는데, XForms는 클로즈드 소스에, 개인 사용자들에게만 자유 라이선스였다.
이전에 Xfce가 기반으로 하였던 클로즈드 소스 라이브러리인 XForms는 프로젝트의 발전을 제한하고 있었다. GTK+ 툴킷이 인기를 끌자, 포던은 이를 알맞은 대체안으로 생각하였다. 1999년 3월에 그는 오래된 Xfce를 버리고 GTK+를 기반으로 하는 완전하게 새로운 프로젝트를 완성해 나가기 시작하였다. 그 결과는 Xfce 3.0로 이어졌으며, GNU GPL 아래에서 라이선스되었다. 완전히 오픈 소스 소프트웨어를 기반으로 하는 이 프로젝트는 GTK+ 라이브러리를 사용함으로써 드래그 앤 드롭 지원, 네이티브 언어 지원, 개선된 기능 구성과 같은 많은 이점을 얻을 수 있었다. Xfce는 2001년 2월에 3.8.1 버전을 시작으로 소스포지에 업로드되었다.

### 현대 Xfce
Xfce는 버전 4.0.0에서 GTK+ 2 라이브러리를 사용하여 갱신되었다. 그 뒤로 다른 수많은 변경 사항들이 적용되었다. 이를테면, 4.2.0에서는 Xfwm을 위한 컴포지트 관리자를 포함하였으며, 그림자와 투명도를 자체 내장하였을 뿐 아니라 새로운 기본 SVG 아이콘들도 추가하였다.

2007년 1월에 Xfce 4.4.0가 공개되었다. 이 버전에서 눈에 띄는 기능으로는, 오래된 Xffm을 대체하는 Thunar 파일 관리자이다. 또, 데스크톱 측면의 아이 캔디를 개선하기도 했다. Xfwm은 강화된 합성 기술을 사용하였고, 데스크톱 아이콘의 지원이 추가되었다. 또, 패널에 대한 다양한 개선들이 추가되어, 버그 투성이던 플러그인들이 패널에서 충돌되던 것을 막았다.

## Xfce 구성 요소
Xfce는 응용 프로그램을 위한 개발 프레임워크를 제공하고 있다.
Xfce 그 자체 외에도 Xfce 라이브러리를 사용하는 터미널과 같은 또 다른 프로그램이 있다. 프레임워크가 응용 프로그램에 제공하는 서비스 가운데 하나는 응용 프로그램이 루트 권한으로 실행되고 있을 때 사용자에게 시스템 파일을 손상시킬 수 있다는 경고를 표시하는 배너를 창 맨 위에 보여주는 것이다.
기타 Xfce 구성 요소는 다음을 포함하고 있다.
- Xfmedia: xine 기반의 Xfce용 미디어 플레이어
- Xfprint: 인쇄 관리자
- Xfburn: CD/DVD 버너

### Orage
4.4버전부터 Xfcalendar가 Orage로 개명되고 몇몇 기능이 추가되었다. 알림 기능이 있으며 iCalendar 형식을 사용하므로 기타 많은 달력 프로그램과 호환된다.

### Xfwm
Xfce의 창 관리자 Xfwm은 버전 4.2를 시작으로 고유한 기능이 되었으며 컴포지트 관리자를 포함하고 있다. 다른 컴포지트 관리자도 존재하지만 안정적이지 못한 편이며, Xfce는 처음으로 컴포지트 관리자를 창 관리자에 포함시켰다. 그 뒤로, 수많은 사용자들이 이를 가장 안정적으로 평가하고 있으며, 2004년 말 기준으로 Xfwm 이외에 사용할 수 있는 유일한 컴포지트 관리자는 xcompmgr뿐이었다.

### Thunar
Thunar는 초기의 Xffm을 대체하는 Xfce의 기본 파일 관리자이다. 노틸러스를 닮아 있으며, 속도와 낮은 메모리 차지에 중점을 두었고 플러그인을 통해 사용자 취향에 맞출 수 있게 고안되었다. Xfce는 또한 Xarchiver라는 가벼운 압축 파일 관리자를 가지고 있지만 Xfce 4.4.0 코어의 일부는 아니다.

최근에, 스키즈 라는 압축 관리자가 나왔으며, Xfce 데스크톱에서 사용할 수 있다.

### Leafpad

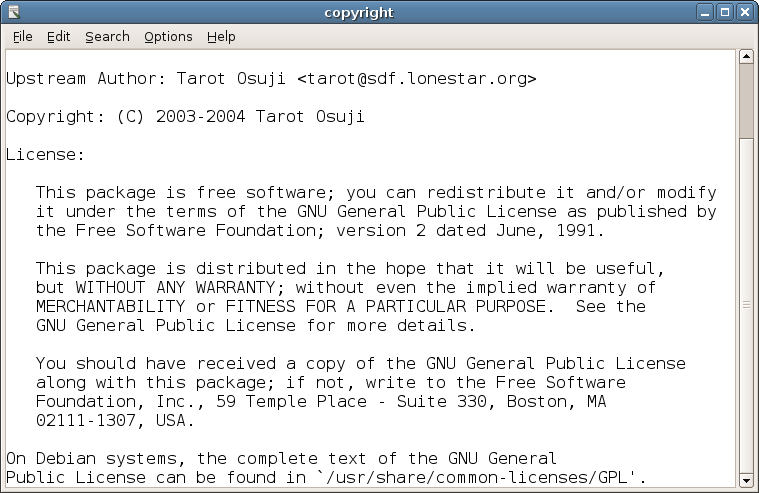
Leafpad 스크린샷

Leafpad는 많은 배포판에서 Xfce용 기본 문서 편집기이다.

## Xfce를 사용하는 배포판과 제품
KDE와 그놈 데스크톱 환경과 같이 리눅스 배포판에서 흔하게 쓰이는 것은 아니지만, Xfce가 기본 데스크톱 환경인, 사용자에게 친숙한 배포판이 있다. (다만 대부분 개별 요소로 지원한다)
다음의 배포판들은 기본 데스크톱으로 Xfce를 사용한다.
- 만자로 리눅스
- 주분투
- Pidora Remix

또한 많은 배포판에서 표준 데스크톱 환경으로 별도로 지원한다. 이 배포판에는 예를 들면 우분투, 페도라, 리눅스 민트, 데비안, 아치 리눅스 등이 있다.

## 같이 보기
- KDE
- 그놈
- LXDE
- 마테